# 北陸中學校及高等學校
北陸中學校及高等學校（日语：／ Hokuriku Chūgakkō Kōtō Gakkō）是日本福井縣福井市文京一丁目的中高一貫教育私立中學校及高等學校。該校與龍谷大學、京都女子大学、岐阜聖德學園大學有教育合作。

## 歷史
1880年（明治13年），淨土真宗本願寺派僧侶養成機關「羽水教校」在福井西別院內設立。1899年（明治32年），學校在福井市江戶上町尋得用地，完成遷移。1900年（明治33年），改稱「福井佛教中學」，舉行開校典禮。1902年（明治35年），西本願寺成為其設立者，學校改稱「第二佛教中學」。1910年（明治43年），因文部省中學校令改稱「私立北陸中學校」。1919年（大正8年），本館遭燒毀，隨即開始重建。1932年（昭和7年），江戶町校舍遷至松本校舍，即現址。1945年（昭和20年），校舍在福井空襲中全燒，隨即開始重建。1948年（昭和23年），財團法人「北陸學園」設立，「北陸高等學校」開校。同年校舍在福井大震災中全部倒塌。1951年（昭和26年），財團法人變為學校法人。1957年（昭和32年），普通科開設女子部。1970年（昭和45年），全科變為男女共學1978年（昭和53年）。1998年（平成10年），「北陸中學校」開設，開始中高一貫教育。2013年（平成25年），新校舍開設。

## 友好學校
- 中華人民共和國浙江省杭州高级中学[3]

## 外部連結
- 北陸高等學校
- 北陸中學校